# Барлыкарасан
Барлыкарасан (каз. Барлықарасан) — село в Маканчинском районе Абайской области Казахстана. Входит в состав Карабулакского сельского округа. Код КАТО — 636465200.
Бальнеологический курорт. Вблизи села имеются Барлыкские  горячие минеральные источники. Действует санаторий «Барлык-Арасан» на 500 мест для лечения кожных, ревматических заболеваний, болезней суставов. 

## Население
В 1999 году население села составляло 249 человек (113 мужчин и 136 женщин). По данным переписи 2009 года, в селе проживали 164 человека (76 мужчин и 88 женщин).